# Ryszarda Hanin
Ryszarda Hanin née le 30 août 1919 à Lwów, et morte le 1er janvier 1994 à Otwock est une actrice de cinéma et de théâtre polonaise.

## Biographie
Le père de l'actrice était un riche industriel juif de Lwów. Elle a un frère de dix ans son cadet, prénommé Leonard. Dès sa plus tendre enfance, Ryszarda Hanin pratique la danse et le chant, et joue dans les spectacles amateurs. Sortie du lycée en 1937, elle se rend à Paris pour suivre les études de romanistique, elle y suit également des cours de théâtre.
En août 1939, elle rentre à Lwów pour des vacances et apprend le déclenchement de la Seconde Guerre mondiale. Elle se marie avec le poète Leon Pasternak le 5 mars 1940. Elle travaille à l'orphelinat. Après l'occupation de Lwów par les Allemands, avec son mari, elle est évacuée vers l'Union soviétique, où elle rejoint l'Union des patriotes polonais et se produit au théâtre de la 1re division d'infanterie polonaise de Varsovie Tadeusz Kościuszko (Polonais Polski Dywizja Piechoty im.Tadeusza Kościuszki), une unité militaire formée en 1943 en URSS par des militants de l'Union des patriotes polonais, les citoyens polonais et les citoyens de l'URSS d'origine polonaise. Dans ce théâtre en 1944 elle fait ses débuts en tant qu'Aniela dans Un Vœu de jeunes filles (Śluby panieńskie) d'Aleksander Fredro.
Elle a ensuite joué au Théâtre de l'armée polonaise de Lódź. En 1949, elle déménage à Varsovie, où elle joue au Théâtre Polski (1949-1954), (1957-1963) et au Théâtre dramatique (1954-1957) (depuis 1963 jusqu'à sa mort). Elle travaille également pour le Théâtre de la télévision - un département de la Telewizja Polska, qui s'occupe de la production et de la diffusion de pièces de théâtre télévisées. De 1951 jusqu'à sa mort en 1994, elle enseigne à l'Académie de théâtre Alexandre Zelwerowicz. En 1956, elle se sépare de son mari et devient compagne de l'acteur Jan Matyjaszkiewicz.
Ryszarda Hanin fait partie du Comité d'honneur des célébrations du 70e anniversaire de l'indépendance de la Pologne le 11 novembre 1988.
Les dernières années de sa vie, malgré une santé défaillante, elle continue à se produire au théâtre. Elle meurt subitement dans la soirée du 1er janvier 1994.

## Filmographie
- 1965 : Podziemny front : Elza
- 1966 : Don Gabriel : Helena
- 1969 : Zbrodniarz, który ukradł zbrodnię
- 1970 : Przystań de Paweł Komorowski
- 1970 : Romantyczni
- 1971 : Antek : mère de Antek
- 1971 : Brylanty pani Zuzy : grand-mère de Joanna
- 1972 : Opowieść : madame Kawecka
- 1973 : Ciemna rzeka
- 1973 : Drzwi w murze : mère de Krystyna
- 1974 : Najważniejszy dzień życia : Melania Kicała
- 1974 : Souviens-toi de ton nom : Halina Truszczyńska
- 1975 : Niespotykanie spokojny człowiek : Aniela Włodkowa
- 1975 : Noce i dnie : Żarnecka
- 1976 : Polskie drogi : Ewelina Heimann, mère de Johan
- 1976 : Przepłyniesz rzekę
- 1976 : Zofia : Zofia
- 1977 : Noce i dnie
- 1977 : Żołnierze wolności
- 1978 : Płomienie : la mère
- 1979 : Gwiazdy poranne : Aleksandra Walendowska
- 1980 : Panienki
- 1981 : Biłek : Karolina, sœur de Ignacy
- 1981 : Errata, czyli sceny pokutne w nowych osiedlach : mère de Michał
- 1981 : Ryś : Hela
- 1982 : Coś się kończy : Stanisława
- 1982 : Śpiewy po rosie : Januszkowa
- 1983 : Sexmission  - Dr Jadwiga Yanda
- 1983 : La Traque : Sœur Teresa Alicja Jachiewicz
- 1984 : 07 zgłoś się
- 1984 : Kobieta z prowincji : mère d'Andrzej
- 1984 : Umarłem, aby żyć
- 1985 : Rośliny trujące
- 1985 : Zdaniem obrony
- 1986 : Inna wyspa : Karolka
- 1987 : Rzeka kłamstwa : mère de Maryna
- 1988 : Bliskie spotkania z wesołym diabłem : une touriste
- 1988 : Przyjaciele wesołego diabła : une touriste
- 1989 : Déjà vu : Wanda Pollack, mère de Johnny
- 1989 : Janka : Weronika, tante de Janka
- 1991 : Jeszcze tylko ten las
- 1992 : Naprawdę krótki film o miłości, zabijaniu i jeszcze jednym przykazaniu : mère de Wojtek
- 1993 : Żywot człowieka rozbrojonego

## Récompenses et distinctions
- Meilleure actrice lors du Festival du film polonais de Gdynia en 1991, pour son rôle dans Jeszcze tylko ten las
- Décorée dans l'Ordre du Sourire
- Croix d'or du mérite polonais (Złoty Krzyż Zasługi) en 1953.
- Officier de l'ordre Polonia Restituta en 1955.
- Ordre de la Bannière du Travail de 2e classe en 1974.